# Regolit
Regolit (regos (ῥῆγος), »odeja« in litos (λίθος), »skala«) je rahla, heterogena plast materiala, ki se nalaga na izpostavljeni površini kamnine. Skalna podlaga prepereva (razpada fizično in se razkraja kemično) zaradi izpostavljenosti vremenskim razmeram blizu zemeljskega površja ali na njem. Regolit se spušča v trdno, nedeformirano skalno podlago. Regolit in sedimenti skupaj vsebujejo vse pomembne elemente za nastanek prave prsti - površinske plasti, ki omogoča rast rastlin in jim daje oporo.
Pokriva tudi površino skalnatih planetov našega osončja.